# Новий (Іглінський район)
Новий (рос. Новый, башк. Новый) — присілок у складі Іглінського району Башкортостану, Росія. Входить до складу Надеждинської сільської ради.
Населення — 31 особа (2010; 32 в 2002).
Національний склад:
- білоруси — 44 %
- росіяни — 44 %